# Lichtspielhaus
Lichtspielhaus er en DVD-udgivelse fra det tyske band Rammstein. DVD'en indeholder en række live shows fra deres begyndelse og frem til lidt efter udgivelsen af Mutter-albummet samt musikvideoerne fra Herzeleid, Sehnsucht, Mutter, Stripped og Du riechst so gut.

## Musikvideoer
1. Du riechst so gut
2. Seemann
3. Rammstein
4. Engel
5. Du hast
6. Du riechst so gut 98
7. Stripped
8. Sonne
9. Links 2 3 4
10. Ich will
11. Mutter
12. Feuer Frei!

## Live
1. Herzeleid og Seemann – 100 Jahre Rammstein – Arena Berlin 96
2. Spiel mit mir – Philips-Halle Düsseldorf 97
3. Heirate mich og Du hast – Rock am Ring 98
4. Sehnsucht – Berlin Wuhlheide 98
5. Weisses Fleisch og Asche zu Asche – Big Day Out, Sydney 2001
6. Ich will og Links 2 3 4 – Velodrom Berlin 2001

## Making of
1. Du hast
2. Du riechst so gut
3. Sonne
4. Links 2 3 4
5. Ich will

## TV-Trailer incl. Interviews
1. Achtung Blitzkrieg!
2. Du hast
3. Mutter